# Brezany
Brezany (maďarsky Litvaberzseny, do roku 1902 Brezani) je obec v okrese Žilina na Slovensku. V roce 2011 zde žilo 536 obyvatel. První písemná zmínka o obci pochází z roku 1393.